# وانغ لين (لاعبة كرة الريشة)
وانغ لين (بالصينية: 王琳) هي لاعبة كرة الريشة صينية، ولدت في 30 مارس 1989 في الصين.

## وصلات خارجية
- وانغ لين على موقع BWF.tournamentsoftware.com (الإنجليزية)
- وانغ لين على موقع BWFbadminton.com (الإنجليزية)
- وانغ لين على موقع اللجنة الأولمبية الصينية (الإنجليزية)